# Speller Aa
Die Speller Aa (Abschnittsnamen: Stollenbach – Mettinger Aa – Recker Aa – Hopstener Aa) ist ein 49,2 km langer, orografisch linker Nebenfluss der Großen Aa im westfälischen Tecklenburger Land und niedersächsischen Emsland, Deutschland. Bei Hopsten teilt sich der Fluss an einer Bifurkation. Die abzweigende Giegel Aa mündet ebenfalls in die Große Aa.

## Geographie
Die Speller Aa entspringt etwa drei Kilometer westnordwestlich von Lotte als Stollenbach auf einer Höhe von 89 m ü. NN. Zunächst überwiegend in nordwestliche Richtungen abfließend erreicht sie Haus Langenbrück. Hier mündet rechtsseitig der Vorthgraben und linksseitig der Papiermühlenbach. Ferner wechselt der Fluss nun seinen Namen und heißt Mettinger Aa (ab Stationierungskilometer 43,2), da er das östliche Gemeindegebiet von Mettingen durchfließt.
Im weiteren Verlauf münden mit Hundevorthgraben, Köllbach und Mettinger Mühlenbach kleine Nebenflüsse in die Aa, bevor die 10,7 km lange Düsterdieker Aa rechtsseitig mündet. Nach der Mündung des Ölmühlenbachs wird der Fluss Recker Aa genannt (ab Stationierungskilometer 35,5).
Etwa 1,5 km südöstlich von Recke unterquert die Aa in einem 95 m langen Düker den Mittellandkanal. Jetzt mehr in westliche Richtung fließend, durchquert der Fluss Recke. Hier mündet der von Süden kommende Ruthemühlenbach. Im weiteren Verlauf münden linksseitig Schutbach und Meerbecke. Unterhalb der Mündung der Meerbecke wird der Fluss Hopstener Aa genannt (ab Stationierungskilometer 26,9).
Nach weiteren rund zwei Kilometern Fließstrecke erreicht der Fluss Hopsten. Hier teilt sich der Flusslauf an einer Bifurkation in Hopstener Aa und Giegel Aa auf. Während die Giegel Aa in nordwestliche Richtungen abfließt, richtet sich die Hopstener Aa, wegen der geringeren Wassermenge auch Kleine Hopstener Aa genannt, nach Westen Richtung Spelle. Unterhalb der Mündung des Breischener Bruchgraben erreicht die Aa die Landesgrenze zu Niedersachsen, die sie für rund vier Kilometer bildet. Nach der Mündung des Trogbahngrabens und des Getaugrabens fließt die Aa vollständig auf niedersächsischem Gebiet. Kurz unterhalb der Mündung der Flötte ändert sich mit der Mündung der Dreierwalder Aa erneut der Name und lautet nun Speller Aa (ab Stationierungskilometer 12,5).
Die Aa durchfließt anschließend Spelle und wendet sich dann wieder nach Nordwesten. Nach der Mündung mehrerer kürzerer Gräben (Speller Bahngraben, Venhauser Bruchgraben, Gescher Graben, Westermoorgraben, Bönnegraben, Heiteler Graben) mündet noch der Hesselter Bach, bevor die Speller Aa auf 26 m ü. NN linksseitig in die Große Aa mündet.
Von der Quelle bis zur Mündung überwindet der Bach einen Höhenunterschied von 63 m, was bei einer Flusslänge von 49,2 km einem mittleren Sohlgefälle von 1,3 ‰ entspricht. Sie entwässert ein 368,048 km großes Einzugsgebiet über die Große Aa und Ems zur Nordsee.

## Geschichte

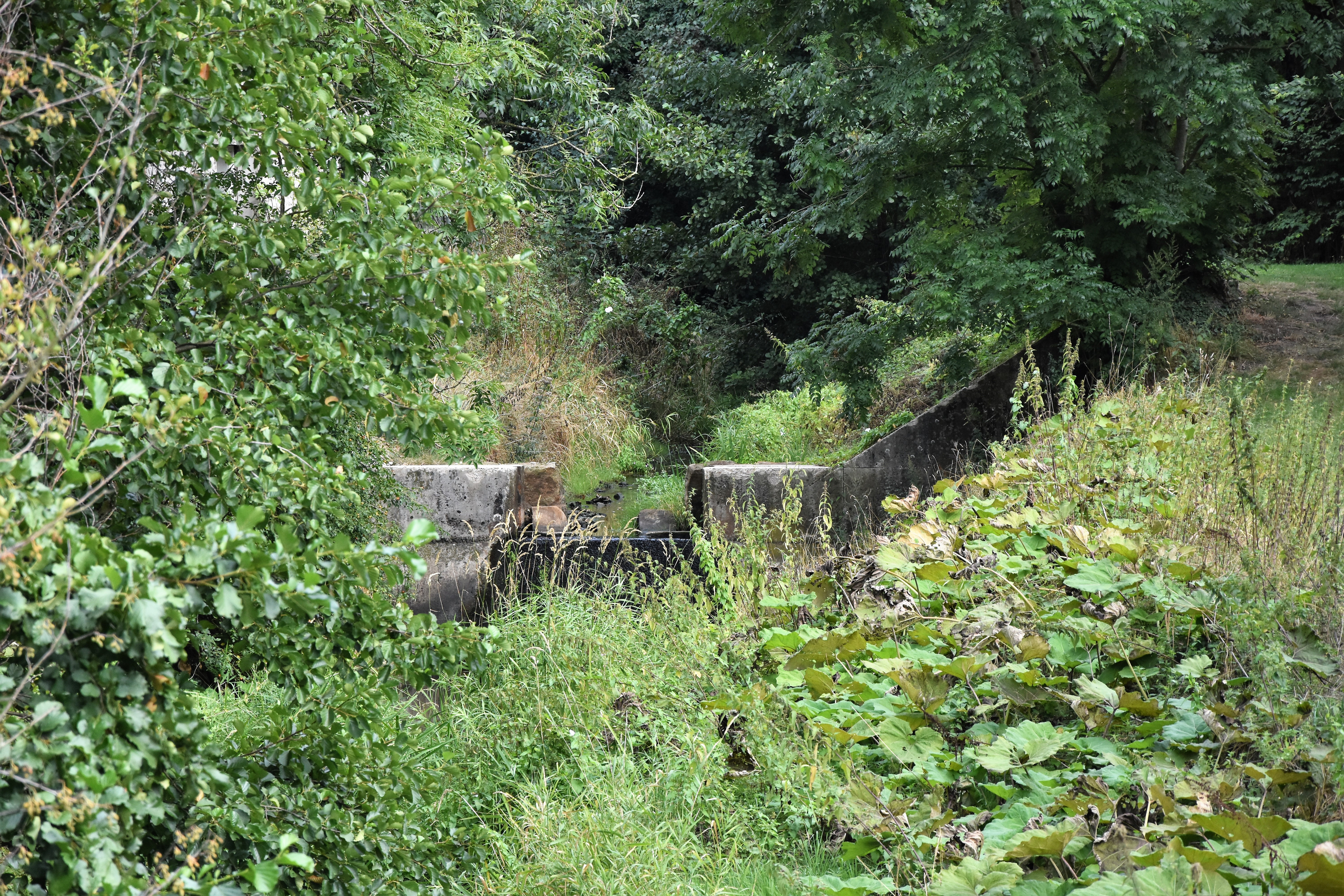
Sommer 2019: Trockengefallenes Wehr an der Rheiner Straße in Hopsten

Durch die Trockenheit des Sommers 2018 trocknete die kleine Hopstener Aa oder auch Mühlen-Aa für mehrere Wochen aus. Im August und September floss aufgrund des niedrigen Pegelstandes kein Wasser mehr über das Wehr an der Rheiner Straße in Hopsten. Sämtliches Wasser, welches ohnehin schon sehr wenig war, floss an der Bifurkation etwas flussaufwärts in die Giegel Aa. Im trockengefallenen Flusslauf sammelten sich die Fische in den verbliebenen Tümpeln und wurden vom örtlichen Angelverein durch Umsiedlung gerettet.